# Парк «Позняки»
Парк «Позняки́» — парк в Дарницькому районі міста Києва, в місцевості Позняки.

## Розташування
Розташований в місці стику проспекту Петра Григоренка та вулиці Драгоманова.

## Історія
Свою назву парк отримав від житлового масиву Позняки, на території якого і розташований парк.
Парк «Позняки» виник у 2003 році.

## Сучасний стан
Територія власне парку становить 1,55 га, з яких 1,06 га — клумби та зелені насадження. До парку прилягає озеро, разом із яким площа становить 9,39 га.
У парку переважають листяні породи дерев (верба, липа, каштан), серед хвойних — туя. Квітники засаджені квітами та різними декоративними рослинами.
На озері встановлено 6 фонтанів, у самому парку після реконструкції 2012 року встановлено світломузичний фонтан «Груша», який станом на липень 2023 року працює з 12 до 14 години кожного дня, оновлено покриття доріжок, очищено озеро.
За минулі роки парк "Позняки" зазнав значних змін, особливо помітних під час проведення футбольного турніру Євро-2012. Усвідомивши потенціал парку як ключового місця відпочинку для місцевих жителів і гостей міста, було докладено значних зусиль для відродження та модернізації його інфраструктури. Було відремонтовано доріжки, встановлено нові сидіння та освітлення, а загальний ландшафт було поліпшено, щоб створити більш сприятливе і приємне середовище.
Однією з найпомітніших подій стало омолодження озера Позняки: його очистили і встановили шість нових фонтанів, що додало парку естетичної привабливості. Центральною подією реорганізації парку стало встановлення 2012 року світломузичного фонтану "Груша", який швидко став популярною пам'яткою і символом відродження парку.